# Nogueira (Maia)
Nogueira é uma povoação portuguesa do Município da Maia que foi sede da extinta Freguesia de Nogueira, freguesia que tinha 4,08 km² de área e 5 473 habitantes (2011), e, por isso, uma densidade populacional de 1 341,4 hab/km².
A Freguesia de Nogueira foi extinta (agregada), em 2013, no âmbito de uma reforma administrativa nacional, para, em conjunto com a Freguesia de Silva Escura, formar uma nova freguesia denominada Nogueira e Silva Escura.

## População
| População da freguesia de Nogueira | População da freguesia de Nogueira | População da freguesia de Nogueira | População da freguesia de Nogueira | População da freguesia de Nogueira | População da freguesia de Nogueira | População da freguesia de Nogueira | População da freguesia de Nogueira | População da freguesia de Nogueira | População da freguesia de Nogueira | População da freguesia de Nogueira | População da freguesia de Nogueira | População da freguesia de Nogueira | População da freguesia de Nogueira | População da freguesia de Nogueira |
| ---------------------------------- | ---------------------------------- | ---------------------------------- | ---------------------------------- | ---------------------------------- | ---------------------------------- | ---------------------------------- | ---------------------------------- | ---------------------------------- | ---------------------------------- | ---------------------------------- | ---------------------------------- | ---------------------------------- | ---------------------------------- | ---------------------------------- |
| 1864                               | 1878                               | 1890                               | 1900                               | 1911                               | 1920                               | 1930                               | 1940                               | 1950                               | 1960                               | 1970                               | 1981                               | 1991                               | 2001                               | 2011                               |
| 784                                | 969                                | 1 202                              | 1 275                              | 1 584                              | 1 554                              | 1 770                              | 1 993                              | 2 303                              | 2 450                              | 2 931                              | 3 665                              | 3 663                              | 4 478                              | 5 473                              |

| Distribuição da População por Grupos Etários | Distribuição da População por Grupos Etários | Distribuição da População por Grupos Etários | Distribuição da População por Grupos Etários | Distribuição da População por Grupos Etários | Distribuição da População por Grupos Etários | Distribuição da População por Grupos Etários | Distribuição da População por Grupos Etários | Distribuição da População por Grupos Etários | Distribuição da População por Grupos Etários |
| -------------------------------------------- | -------------------------------------------- | -------------------------------------------- | -------------------------------------------- | -------------------------------------------- | -------------------------------------------- | -------------------------------------------- | -------------------------------------------- | -------------------------------------------- | -------------------------------------------- |
| Ano                                          | 0-14 Anos                                    | 15-24 Anos                                   | 25-64 Anos                                   | > 65 Anos                                    |                                              | 0-14 Anos                                    | 15-24 Anos                                   | 25-64 Anos                                   | > 65 Anos                                    |
| 2001                                         | 801                                          | 580                                          | 2 569                                        | 528                                          |                                              | 17,9%                                        | 13,0%                                        | 57,4%                                        | 11,8%                                        |
| 2011                                         | 1 021                                        | 535                                          | 3 255                                        | 662                                          |                                              | 18,7%                                        | 9,8%                                         | 59,5%                                        | 12,1%                                        |

## Património
- Igreja de Nogueira (Maia)